# Rozgonyi utca
Rozgonyi utca est une rue de Budapest, située dans le quartier d'Orczy (8e arrondissement).